# Gloria La Riva
Gloria Estela La Riva (Albuquerque, 13 augustus 1954) is een Amerikaans activist en politicus. Ze was al 8 keer kandidaat (vice)president in Amerikaanse presidentsverkiezingen voor verschillende communistische partijen.
La Riva studeerde aan de Brandeis-universiteit waar ze het opnam voor affirmative action. Sindsdien is ze actief als organisator van acties en betogingen tegen buitenlandse oorlogen. 
In 1984, 1988, 1996 en 2000 was La Riva de vicepresidentskandidaat namens de Workers World Party (WWP), waarvan ze lid was. In 1992 was ze de presidentskandidaat van de partij. Het beste resultaat behaalden de communisten in 1996, met 29.083 stemmen voor Monica Moorehead en Gloria La Riva. 
In 2004 splitste de WWP-afdeling van San Francisco zich af van de moederpartij en was La Riva een van de oprichters van de Party for Socialism and Liberation (PSL). Die partij droeg La Riva voor als presidentskandidaat in 2008, 2016 en 2020. Bij die laatste verkiezing kregen La Riva en Sunil Freeman 85.623 stemmen of 0,05% van het totaal.
In 2010 droeg de Peace and Freedom Party (PFP) La Riva voor als kandidaat-volksvertegenwoordiger in het 8e congresdistrict van Californië, waar ze Democratisch partijleider Nancy Pelosi uitdaagde. La Riva eindigde derde met 3% van de stemmen. In 2018 nomineerde de PFP haar opnieuw, ditmaal als kandidaat-gouverneur van Californië. In de open voorverkiezing kreeg ze 19.075 stemmen achter haar naam, goed voor 0,3% van het totaal.
La Riva is een leider in de Amerikaanse beweging die Amerikaanse blokkade van Cuba wil beëindigen. In 2010 ontving ze de Vriendschapsmedaille van Cuba.